# Neda Ukraden
Neda Ukraden (n. 16 august 1950, Imotski, Cantonul Split-Dalmația, Croația) este o cântăreață croată. Și-a început cariera muzicală în anul 1967 fiind astăzi una din cele mai celebre și apreciate soliste din spațiul iugoslav

## Colaborarea cu Raoul
În anul 2018, Neda Ukraden apare pe scena românească și internațională alături de cântărețul român Raoul, intepretand într-o nouă adaptare în limba română și sârbă, melodia Nisi ți bio za mene (Nicio femeie ca tine), lansată inițial în anul 2015 de Neda.

## Concerte în România
În decursul anilor, Neda Ukraden a concertat de mai multe ori în România, în special în partea de vest a țării. Neda Ukraden este artistul din spațiul fostei Iugoslavii care a susținut cel mai mare număr de concerte în România.
| Nr. Crt. | Data                      | Localitatea    | Locația                                          |
| -------- | ------------------------- | -------------- | ------------------------------------------------ |
| 1.       | 11 iulie 1990             | Timișoara      | Stadionul ”Dan Păltinișanu”                      |
| 2.       | 28 noiembrie 2008         | Timișoara      | Sala Polivalentă a Centrului Regional de Afaceri |
| 3.       | 23 august 2014            | Sânpetru Mare  | Căminul cultural                                 |
| 4.       | 17 iunie 2018             | Remetea Mare   | Restaurant Jack                                  |
| 5.       | 14 august 2016            | Comloșu Mare   | Centrul satului                                  |
| 6.       | 26 octombrie 2016         | Sânandrei      | Centrul satului                                  |
| 7.       | 10 aprilie 2017           | Timișoara      | Sala Capitol                                     |
| 8.       | 29 iunie și 30 iunie 2017 | Ineu           | Hanul Moara cu Noroc                             |
| 9.       | 25 noiembrie 2017         | București      | Berăria H                                        |
| 10.      | 2 martie 2019             | Timișoara      | Park Place                                       |
| 11.      | 30 martie 2019            | Ineu           | Hanul Moara cu Noroc                             |
| 12.      | 17 august 2019            | Dudeștii Vechi | Centru                                           |
| 13.      | 26 decembrie 2019         | Arad           | Palacio Arad                                     |
| 14.      | 20 mai 2022               | Timișoara      | Heaven Ballroom                                  |
| 15.      | 30 iulie 2022             | Deta           | Parcul din oraș                                  |
| 16.      | 15 august 2022            | Moldova Nouă   | Centrul orașului                                 |
| 17.      | 30 iulie 2023             | Vinga          | Parcul de pe str. Eternității                    |
| 18.      | 5 ianuarie 2024           | Timișoara      | Piața Victoriei                                  |

## Melodii
| Nr. | Nume                        | Anul lansării | Observații            | Videoclip / data încărcării |
| --- | --------------------------- | ------------- | --------------------- | --------------------------- |
| 1.  | Ni Dubai, ni Hawaii         | 2020          | Duet cu Luka Basi     | YouTube / 23.06.2020        |
| 2.  | Viljamovka                  | 2016          | -                     | YouTube / 08.07.2016        |
| 3.  | 2 i 22                      | 2014          | Duet cu Djomla KS     | YouTube / 09.07.2014        |
| 4.  | Nema, nema                  | 2014          | -                     | YouTube / 17.12.2014        |
| 5.  | Ljubavnik                   | 2016          | -                     | YouTube / 27.10.2016        |
| 6.  | Zuto                        | 2016          | -                     | YouTube / 03.01.2016        |
| 7.  | Najteze je kad se rastaje   | 2019          | -                     | YouTube / 24.04.2019        |
| 8.  | Nije pošteno                | 2019          | -                     | YouTube / 09.12.2019        |
| 9.  | Bomba                       | 2019          | -                     | YouTube / 05.12.2019        |
| 10. | Bijela košulja              | 2017          | -                     | YouTube / 30.10.2017        |
| 11. | Subota                      | 2015          | -                     | YouTube / 20.06.2015        |
| 12. | Leggiero                    | 2015          | -                     | YouTube / 09.12.2015        |
| 13. | Neću prežaliti              | 2014          | -                     | YouTube / 18.04.2014        |
| 14. | Ako zimi jorgovan procvjeta | 2016          | -                     | YouTube / 27.01.2016        |
| 15. | Pao snijeg po dunjama       | 2016          | Duet cu Kemal Monteno | YouTube / 19.01.2016        |

## Legături externe
- Official website Arhivat în 7 aprilie 2019, la Wayback Machine.
- Discography at Discogs